# John Butt
John Hurst Butt (South Witham, Lincolnshire, 30 d'octubre de 1850 – Surrey, 1939) va ser un tirador anglès que va competir a cavall del segle xix i el segle xx.
El 1908 va prendre part en els Jocs Olímpics de Londres, on guanyà la medalla de bronze en la competició de fossa olímpica per equips, mentre en la prova individual fou vint-i-quatrè.
El 1912, als Jocs d'Estocolm, guanyà la medalla de plata en fossa olímpica per equips i acabà en dinovena posició en la prova individual.